# St Agnes (Cornouailles)
St Agnes est une paroisse civile et un village des Cornouailles, en Angleterre.